# ARASHI Live Tour 2013 “LOVE”
『ARASHI Live Tour 2013 “LOVE”』（アラシ ライブ ツアー 2013 ラブ）は、日本の男性アイドルグループ・嵐のライブ・ビデオ。2014年7月30日にJ Stormから発売された。

## 概要
2013年11月から12月まで行われた5大ドームツアー「ARASHI Live Tour 2013 “LOVE”」から12月14日開催の東京ドーム公演を収録。
通常盤初回プレス仕様（DVD）、通常盤（DVD/Blu-ray）の3種類で発売。Blu-ray Disc版にはSBMV Extend (ソニー株式会社が開発した階調補完技術)が今作に採用されている。
本作収録の「P・A・R・A・D・O・X」は、後に5thベストアルバム「5×20 All the BEST!! 1999-2019」初回限定盤2特典DVD「ARASHI LIVE CLIPS」にも収録された。

## チャート成績
初週にDVDは40.4万枚、BDは12.9万枚を売り上げ、2014年8月11日付の「オリコン週間DVDランキング」「オリコン週間Blu‐ray Disc（以下BD）ランキング」にて初登場1位を獲得。これにより自身の持つ歴代1位の音楽DVD「通算総合首位獲得記録」を13作、「連続総合首位獲得記録」を11作にそれぞれ更新。また音楽BDの「初週売上枚数記録」においても同年5月リリースの『ARASHI アラフェス'13 NATIONAL STADIUM 2013』の枚数を上回り、歴代1位の記録を更新した。
第47回オリコン年間ランキング2014において、ミュージックBD部門で年間15.1万枚を記録し1位を獲得。

## 収録曲

### 本編映像

#### Disc 1
1. Overture
2. Breathless
3. ワイルド アット ハート
4. Løve Rainbow
5. CONFUSION
6. Endless Game
7. Intergalactic
8. Step and Go
9. EYES WITH DELIGHT
10. sugar and salt - 櫻井翔
11. Hit the floor - 大野智
12. サヨナラのあとで
13. Rock Tonight
14. 20825日目の曲 - 二宮和也
15. One Love
16. 果てない空
17. 君のために僕がいる
18. 言葉より大切なもの
19. エナジーソング～絶好調超!!!!～
20. Dance in the dark - 松本潤
21. モノクロ
22. P・A・R・A・D・O・X
23. Calling

#### Disc 2
1. 夜空への手紙 - 相葉雅紀
2. Tears
3. Starlight kiss
4. FUNKY
5. 迷宮ラブソング
6. Love so sweet
7. 愛を歌おう
8. 遠くまで
9. サクラ咲ケ
10. Happiness
11. 感謝カンゲキ雨嵐
12. マイガール

### 特典映像
Disc 2
1. “LOVEファンキーダンス”振付ビデオ（ボーナストラック）
  1. Aブロック編
  2. Bブロック編

## ツアー日程
- 5大ドームツアー「ARASHI Live Tour 2013 “LOVE”」について記述。

|        | 開催日   | 開演時間 | 会場                    |
| 2013年 | 2013年   | 2013年   | 2013年                  |
| ------ | -------- | -------- | ----------------------- |
| 1      | 11月8日  | 18:00    | バンテリンドーム ナゴヤ |
| 1      | 11月9日  | 18:00    | バンテリンドーム ナゴヤ |
| 1      | 11月10日 | 16:00    | バンテリンドーム ナゴヤ |
| 2      | 11月15日 | 18:00    | 札幌ドーム              |
| 2      | 11月16日 | 18:00    | 札幌ドーム              |
| 2      | 11月17日 | 16:00    | 札幌ドーム              |
| 3      | 11月22日 | 18:00    | 京セラドーム大阪        |
| 3      | 11月23日 | 18:00    | 京セラドーム大阪        |
| 3      | 11月24日 | 16:00    | 京セラドーム大阪        |
| 4      | 12月12日 | 18:00    | 東京ドーム              |
| 4      | 12月13日 | 18:00    | 東京ドーム              |
| 4      | 12月14日 | 18:00    | 東京ドーム              |
| 4      | 12月15日 | 18:00    | 東京ドーム              |
| 5      | 12月20日 | 18:00    | 福岡 ヤフオク！ドーム   |
| 5      | 12月21日 | 18:00    | 福岡 ヤフオク！ドーム   |
| 5      | 12月22日 | 16:00    | 福岡 ヤフオク！ドーム   |